# Luisinho Lemos
Luis Alberto da Silva Lemos (Niterói;  3 de octubre de 1952 - Nova Iguaçu;  2 de junio de 2019) fue un futbolista y entrenador brasileño.

## Trayectoria
Comenzó su carrera en 1969 jugando para el América RJ. Jugó para el club hasta 1974. En 1975 se pasó al Flamengo. Se mantuvo hasta 1976. En 1977 se fue al Internacional, jugando para ese equipo hasta el año 1978. En ese año se fue al Botafogo. Se mantuvo en ese equipo hasta 1979. En 1980 se fue a España para unirse al UD Las Palmas. Se quedó hasta 1981. 
En 1982 regresó a Brasil para volver a jugar en el América RJ. Jugó para ese club hasta 1984. En 1985 pasó a Palmeiras. En ese año regresó al América RJ. Jugó hasta 1987. En ese año se pasó al Ferroviário, donde estuvo hasta 1991. En ese año se pasó al Americano FC, en donde se retiró en 1992.

## Clubes

### Como futbolista
| Club             | País              | Año       |
| ---------------- | ----------------- | --------- |
| América          | Bandera de Brasil | 1969-1974 |
| Flamengo         | Bandera de Brasil | 1975-1976 |
| Internacional    | Bandera de Brasil | 1977-1978 |
| Botafogo         | Bandera de Brasil | 1978-1979 |
| U. D. Las Palmas | Bandera de España | 1980-1982 |
| América          | Bandera de Brasil | 1982-1984 |
| Palmeiras        | Bandera de Brasil | 1984-1985 |
| América          | Bandera de Brasil | 1985-1987 |
| Al-Wakrah        | Bandera de Catar  | 1988-1990 |
| Al-Sadd          | Bandera de Catar  | 1990-1991 |
| Americano        | Bandera de Brasil | 1991-1992 |
| Qatar SC         | Bandera de Catar  | 1992      |

### Como entrenador
| Club           | País              | Año       |
| -------------- | ----------------- | --------- |
| América        | Bandera de Brasil | 1994-1996 |
| Remo           | Bandera de Brasil | 1996      |
| Madureira      | Bandera de Brasil | 1996      |
| América        | Bandera de Brasil | 1997      |
| Bonsucesso     | Bandera de Brasil | 1999      |
| Rio Branco     | Bandera de Brasil | 2000      |
| Brasiliense    | Bandera de Brasil | 2001      |
| Al-Shamal      | Bandera de Catar  | 2001-2002 |
| Rio Branco     | Bandera de Brasil | 2005      |
| Al Kharaitiyat | Bandera de Catar  | 2007-2008 |
| América        | Bandera de Brasil | 2018-2019 |

## Palmarés

### Como futbolista

#### Campeonatos regionales
| Título            | Club          | Estado             | Año  |
| ----------------- | ------------- | ------------------ | ---- |
| Taça Guanabara    | América       | Río de Janeiro     | 1974 |
| Taça Rio          | América       | Río de Janeiro     | 1982 |
| Copa dos Campeões | América       | Río de Janeiro     | 1982 |
| Campeonato Gaúcho | Internacional | Río Grande del Sur | 1978 |

### Como entrenador

#### Campeonatos regionales
| Título                      | Club    | País   | Año  |
| --------------------------- | ------- | ------ | ---- |
| Campeonato Carioca Série B1 | América | Brasil | 2018 |